# Wall Street (fénykép)

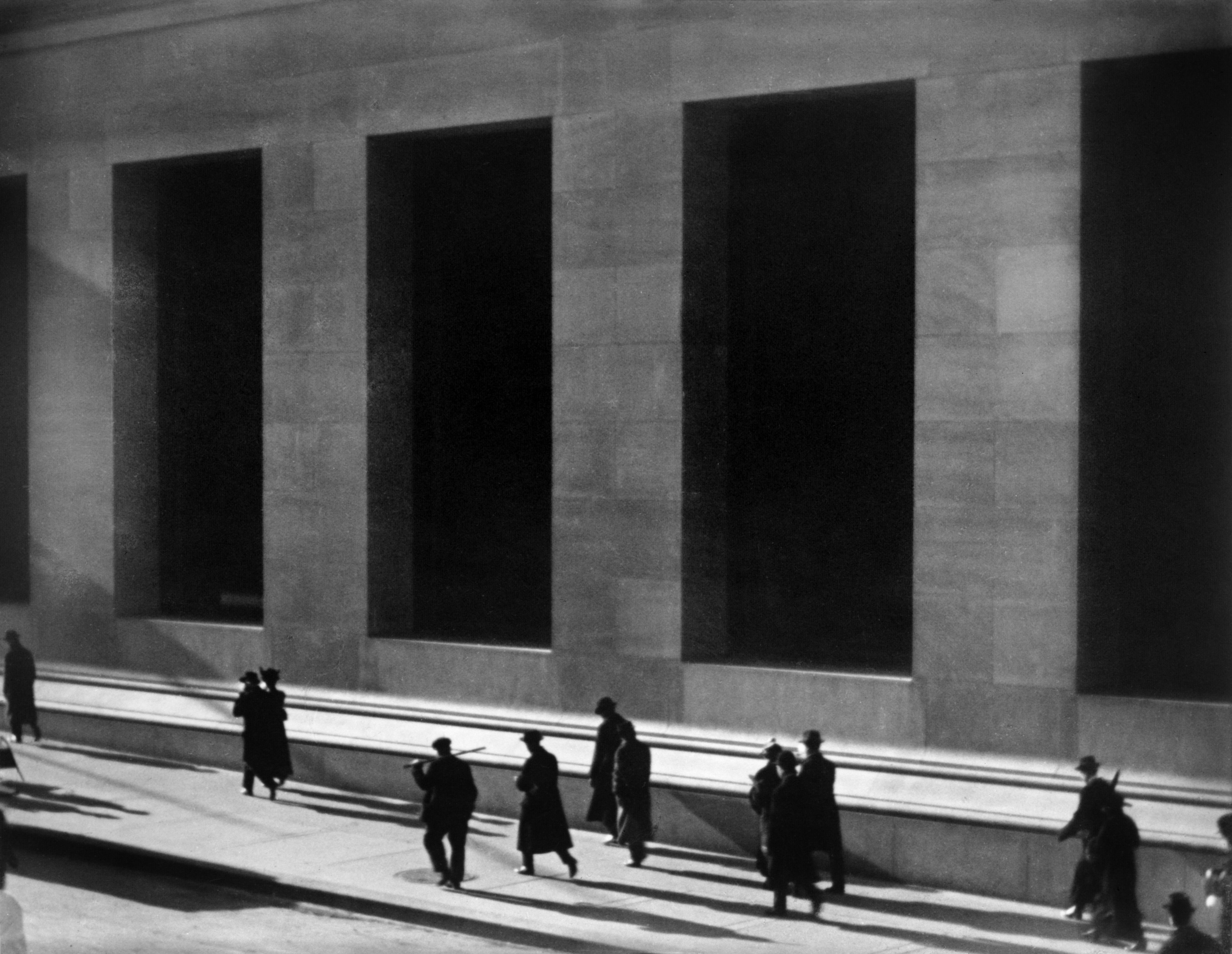
Paul Strand: Wall Street (platinotípia, 1915)

A Wall Street (1915) Paul Strand felvétele, mely a tiszta fotográfia néven ismertté vált fényképészeti irányzat megteremtője volt.

## A fénykép
A felvétel 1915-ben New Yorkban az üzleti negyed híres utcájában a Wall Streeten készült a reggeli órákban. Strand alkotásán a Morgan Trust Company székháza és a munkába siető dolgozók láthatók. Nem az emberek képének főszereplői, ők csupán részei újszerű művészi koncepciójának: a körülöttünk lévő valóság apró darabjai, akik szinte eltörpülnek a hatalmas pénzügyi vállalat épületének tövében. A főszereplő maga az épület, az utca, a környezet: a valóság. Mindenféle manipulációtól mentesen. A formák, vonalak, árnyékok és fények letisztult egyvelege, melyek Strand felvételén egységes egészként jelennek meg.
Strand szemben korának uralkodó fényképészet irányzatával, a piktorializmussal, melynek célja a művészi önkifejezés volt, azt vallotta, hogy a fényképész feladata nem lehet más, mint a valóság leképezése. „A fényképésznek az előtte levő tárgyat alázattal kell elhelyeznie egy sötét-világos skálán, melynek végtelen tónusgazdagsága felülmúlja az emberi képességeket. A példás kivitelezés kizárja az összes technikai módszert, trükköt és retusálást, mert az csak a színtiszta fotográfiával érhető el.” – írta Strand. Az általa képviselt látásmód teremtette meg a később tiszta fotográfia néven ismertté vált új fényképészeti irányzatot, melynek egyik legismertebb darabja Strand Wall Street (1915) című felvétele.
A felvételből két vintázs nyomat létezik, melyek a Philadelphia Museum of Art és a New York-i Whitney Múzeum gyűjteményében találhatóak.